# Orange Bowl 2021 (janvier)
Match précédent Match suivant
L'Orange Bowl 2021 est un match de football américain de niveau universitaire joué après la saison régulière de 2020, le 2 janvier 2021 au Hard Rock Stadium de Miami Gardens dans l'État de Floride aux États-Unis. 
Il s'agit de la 87e édition de l'Orange Bowl.
Le match met en présence l'équipe des Aggies du Texas issue de la Southeastern Conference et l'équipe des Tar Heels de la Caroline du Nord issue de la Atlantic Coast Conference.
Il débute à 20 heures locales et est retransmis à la télévision par ESPN.
Sponsorisé par la société Capital One, le match est officiellement dénommé le 2021 Capital One Orange Bowl.
Texas A&M gagne le match sur le score de 42 à 27.

## Présentation du match
Les participants au match ont été sélectionnés par le comité du College Football Playoff.
Il s'agit de la première rencontre entre ces deux équipes.
| Équipes                                                              | Conférences | Entraîneurs       | Stats. saison rég. | Classements avant le bowl | Classements avant le bowl | Classements avant le bowl |
| -------------------------------------------------------------------- | ----------- | ----------------- | ------------------ | ------------------------- | ------------------------- | ------------------------- |
| Équipes                                                              | Conférences | Entraîneurs       | Stats. saison rég. | CFP                       | AP                        | Coaches                   |
| Texas A&M                                                            | SEC         | Jimbo Fisher (en) | 8 - 1              | no 5                      | no 5                      | no 5                      |
| Tar Heels de la Caroline du Nord                                     | ACC         | Mack Brown (en)   | 8 - 3              | no 13                     | no 14                     | no 14                     |
| - Équipe donnée favorite par les bookmakers : Texas A&M par 6 points |             |                   |                    |                           |                           |                           |

### Texas A&M
Avec un bilan global en saison régulière de 8 victoires et 1 défaites (8-1 en matchs de conférence), Texas est éligible et accepte l'invitation pour participer à l'Orange Bowl de 2021. L'équipe n'ont perdu que contre le no 2 Crimson de l'Alabama (52-24) et ont battu une équipe classée dans le Top25 (41-38 contre les no 4 Gators de la Floride).
Ils terminent 2e de la West Division de la Southeastern Conference derrière Alabama.
À l'issue de la saison 2020 (bowl non compris), ils seront classés no 5 aux classements du CFP, de l'AP et du Coaches.
C'est leur 2e participation à l'Orange Bowl :
| Saisons | Dates            | Vainqueurs    | Scores  | Finalistes | Bilan     |
| ------- | ---------------- | ------------- | ------- | ---------- | --------- |
| 1943    | 1er janvier 1944 | Tigers de LSU | 19 - 14 | Texas A&M  | D : 0 - 1 |

### Tar Heels de la Caroline du Nord
Avec un bilan global en saison régulière de 8 victoires et 3 défaites (7-3 en matchs de conférence), la Caroline du Nord est éligible et accepte l'invitation pour participer à l'Orange Bowl de 2021. L'équipe a été battue par Florida State, Virginia et no 2 Notre Dame. Elle a néanmoins battu trois équipes classées dans le Top25, no 19 Virginia Tech, no 23 NC State et no 10 Miami.
Ils terminent 3e de l'Atlantic Coast Conference derrière Notre Dame et Clemson. 
À l'issue de la saison 2020 (bowl non compris), ils seront classés no 13 au classement du CFP et no 14 aux classements AP et Coaches.
C'est leur première apparition à l'Orange Bowl.

## Résumé du match
Début du match à 20 h 10 locales, fin à 23 h 39 locales pour une durée totale de jeu de 3 h 29 min.
Températures de 22 °C, vent de SE de 6 km/h, ciel clair
| QT            | Temps         | Drive         | Drive         | Drive         | Équipe        | Description de l'action | Score | Score |
| ------------- | ------------- | ------------- | ------------- | ------------- | ------------- | --- | ----- | ----- |
| QT            | Temps         | Jeux          | Yards         | TDP           | Équipe        | Description de l'action | TAM   | UNC   |
| 1             | 09:11         | 7             | 28            | 03:31         | TAM           | TD à la suite d'une course de 9 yards par RB Isaiah Spiller (+ 1 pt de conversion par K Seth Small)                                  | 7     | 0     |
| 1             | 04:31         | 11            | 63            | 04:40         | NC            | FG de 29 yards par K Atkins Grayson                                                                                                  | 7     | 3     |
|               |               |               |               |               |               | |       |       |
| 2             | 11:09         | 11            | 36            | 05:48         | NC            | FG de 32 yards par K Atkins Grayson                                                                                                  | 7     | 6     |
| 2             | 07:40         | 7             | 68            | 03:28         | TAM           | FG de 25 yards par K Seth Small | 10    | 6     |
| 2             | 04:56         | 8             | 75            | 02:44         | NC            | TD de 28 yards par WR Newsome Dazz sur passe de QB Howell Sam (+ 1 pt de conversion par K Atkins Grayson )                           | 10    | 13    |
| 2             | 00:20         | 8             | 75            | 04:36         | TAM           | TD à la suite d'une course de 3 yards par RB Isaiah Spiller (+ 1 pt de conversion par K Seth Small)                                  | 17    | 13    |
|               |               |               |               |               |               | |       |       |
| 3             | 08:01         | 9             | 66            | 03:25         | NC            | TD de 10 yards par WR Downs Josh sur passe de QB Howell Sam (+ 1 pt de conversion par K Atkins Grayson ) 9 plays, 66 yards, TOP 3:25 | 17    | 20    |
|               |               |               |               |               |               | |       |       |
| 4             | 14:02         | 12            | 74            | 05:31         | TAM           | FG de 23 yards par K Seth Small | 20    | 20    |
| 4             | 13:51         | 1             | 75            | 00:11         | NC            | TD de 75 yards par WR Downs Josh sur passe de QB Howell Sam (+ 1 pt de conversion par K Atkins Grayson )                             | 20    | 27    |
| 4             | 10:11         | 7             | 75            | 03:40         | TAM           | TD à la suite d'une course de 4 yards par QB Kellen Mond (+ 1 pt de conversion par K Seth Small)                                     | 27    | 27    |
| 4             | 03:44         | 3             | 87            | 01:23         | TAM           | TD à la suite d'une course de 76 yards par RB Devon Achane (+ 1 pt de conversion par K Seth Small)                                   | 35    | 27    |
| 4             | 01:34         | 3             | 34            | 00:50         | TAM           | TD à la suite d'une course de 1 yard par RB Devon Achane (+ 1 pt de conversion par K Seth Small)                                     | 42    | 27    |
|               |               |               |               |               |               | |       |       |
| Score final : | Score final : | Score final : | Score final : | Score final : | Score final : | Score final : | 41    | 27    |

## Statistiques
| Nom          | Poste | Équipe    |
| ------------ | ----- | --------- |
| Devon Achane | RB    | Texas A&M |

| Statistiques                           | Texas A&M                                               | Tar Heels de la Caroline du Nord                       |
| -------------------------------------- | ------------------------------------------------------- | ------------------------------------------------------ |
| 1er down                               | 19                                                      | 18                                                     |
| Conversion de 3e down                  | 5/13                                                    | 5/15                                                   |
| Conversion de 4e down                  | 1/1                                                     | 1/3                                                    |
| Jeux–yards                             | 61 jeux pour 457 yards                                  | 65 jeux pour 324 yards                                 |
| Yards à la course                      | 35 courses pour 225 yards (moyenne de 6,4 yards/course) | 34 courses pour 90 yards (moyenne de 2,6 yards/course) |
| Yards à la passe                       | 232                                                     | 234                                                    |
| Passes : Réussies-Tentées-Interceptées | 16/26 passes complétées, x interception                 | passes complétées, x interception                      |
| Réussite en zone rouge/chances         | 16/26, 0 interception                                   | 18/31, 1 interception                                  |
| TD                                     | 5                                                       | 3                                                      |
| Field Goals                            | 2/2                                                     | 2/2                                                    |
| Sacks (Nombre-Yards)                   | 4 pour 22 yards adverses perdus                         | 3 pour 13 yards adverses perdus                        |
| Fumbles (Nombre/Perdus)                | 0/0                                                     | 0/0                                                    |
| Pénalités (Nombre/Yards perdus)        | 9 pour 87 yards perdus                                  | 5 pour 38 yards perdus                                 |
| Temps de possession                    | 32:13                                                   | 27:47                                                  |

| Aggies du Texas A&M              |                  |                                                                                                |
| Quarterback                      | Kellen Mond (en) | 16/28 passes complétées, 232 yards, interception, 0 TD, 3 sacks subis, évaluation QB de 136,5  |
| Meilleur coureur                 | Devon Achane     | 12 courses pour 140 yards nets gagnés, 2 TDs, moyenne de 11,7 yards/course                     |
| Meilleur receveur                | Ainias Smith     | 6/8 réceptions pour 125 yards gagnés, 0 TD                                                     |
| Meilleur tacleur                 | Buddy Johnson    | 10 tacles dont 8 en solo, 2½ TFL (5 yards), 1 sack (2 yards)                                   |
| Tar Heels de la Caroline du Nord |                  |                                                                                                |
| Quarterback                      | Sam Howell (en)  | 18/31 passes complétées, 234 yards, 1 interception, 3 TDs, 4 sacks subis, évaluation QB de 147 |
| Meilleur coureur                 | British Brooks   | 15 courses pour 53 yards nets gagnés, 0 TD, moyenne de 3,5 yards/course                        |
| Meilleur receveur                | Josh Downs       | 4/7 réceptions pour 91 yards gagnés, 2 TDs                                                     |
| Meilleur tacleur                 | Eugene Asante    | 10 tacles dont 7 en solo                                                                       |